# The Gentlemen: Els senyors de la màfia
|  | No s'ha de confondre amb The Gentlemen (sèrie de televisió). |

The Gentlemen: Els senyors de la màfia és una pel·lícula de crim i acció britànica de 2019 dirigida, escrita i produïda per Guy Ritchie, i co-escrita amb Ivan Atkinson i Marn Davies. És protagonitzada per Charlie Hunnam, Henry Golding, Michelle Dockery, Colin Farrell, Hugh Grant i Matthew McConaughey.
La pel·lícula es va estrenar el 3 de desembre del 2019 i va ser subtitulada al català quan a la plataforma Movistar + la va penjar al seu catàleg l'1 d'octubre de 2022. El maig de 2024 es va estrenar el doblatge català a TV3.
The Gentlemen es va projectar per primer cop al Curzon Mayfair Cinema de Londres el 3 de desembre de 2019, i es va estrenar als cinemes del Regne Unit l'1 de gener de 2020, i als Estats Units el 24 de gener del mateix any. Va rebre crítiques generalment positives i també va ser un èxit comercial. Va recaptar 115 milions de dòlars a tot el món enfront d'un pressupost de 22 milions. El 2024 Netflix va estrenar una sèrie derivada amb Theo James com a protagonista.

## Repartiment
- Charlie Hunnam és Ray.
- Matthew McConaughey és Mickey Pearson.
- Hugh Grant és Fletcher.
- Michelle Dockery és Rosalind Pearson.
- Colin Farrell és Coach.
- Henry Golding és Dry Eye.
- Jeremy Strong és Matthew.
- Lyne Renée és Jacki.
- Jason Wong és Phuc.
- Eugenia Kuzmina és Misha.
- Chris Evangelou és Primetime.

## Producció
Al maig de 2018, es va anunciar que Guy Ritchie dirigiria i escriuria una pel·lícula que tindria el mateix esperit que les seves anteriors pel·lícules, especialment Lock, Stock and Two Smoking Barrels i Snatch. El projecte es va donar a conèixer al Festival de Cinema de Cannes de 2018, on Miramax va adquirir els drets de distribució de la cinta. S'esperava que el rodatge comencés a l'octubre. Kate Beckinsale, Henry Golding i Hugh Grant es van unir a l'elenc, amb Jeremy Strong, Jason Wong i Colin Farrell unint-se al novembre. Michelle Dockery també es va sumar al repartiment, reemplaçant Beckinsale al seu paper. Al desembre de 2018, Lyne Renée es va incorporar a l'elenc de la pel·lícula.